# Station Immensen-Arpke
Station Immensen-Arpke (Bahnhof Immensen-Arpke) is een spoorwegstation in de Duitse plaats Arpke, in de deelstaat Nedersaksen. Het station ligt aan de spoorlijn Berlijn - Lehrte. Het werd op 15 augustus 1893 geopend als goederenstation en later werd er een reizigersstation toegevoegd.

## Indeling
Het station beschikt over twee zijperrons, die niet zijn overkapt, maar voorzien van abri's. De perrons zijn te bereiken via een fiets- en voetgangerstunnel, die ook de straten Immenser Straße en Hauptstraße verbindt. De perrons liggen aan de spoorlijn Berlijn - Lehrte met een baanvaksnelheid 200 km/h, waardoor de perrons deels zijn afgestreept uit oogpunt van de veiligheid. Aan beide zijde van het station zijn er fietsenstallingen en parkeerterreinen. De bushalte bevindt zich aan de noordzijde, waar ook het stationsgebouw staat dat nu een woonhuis is.

## Verbindingen
De volgende treinserie doet het station Immensen-Arpke aan:
| Serie | Treinsoort              | Route                                                            | Bijzonderheden |
| ----- | ----------------------- | ---------------------------------------------------------------- | -------------- |
| RE 30 | Regional-Express (enno) | Hannover Hbf – Lehrte – Immensen-Arpke – Gifhorn – Wolfsburg Hbf |                |